# The Torn Letter
Pour plus de détails, voir Fiche technique et Distribution.
The Torn Letter est un film muet américain réalisé par Tom Ricketts et sorti en 1912.

## Fiche technique
- Titre : The Torn Letter
- Réalisation : Tom Ricketts
- Scénario :
- Photographie :
- Montage :
- Producteur :
- Société de production : Nestor Film Company
- Société de distribution : Motion Picture Distributors and Sales Company
- Pays d'origine :  États-Unis
- Langue : film muet avec les intertitres en anglais
- Format : Noir et blanc — 35 mm — 1,33:1 — Muet
- Genre : Film dramatique
- Durée : 9 minutes 30
- Dates de sortie : 
  -  États-Unis : 8 avril 1912

## Distribution
- Harold Lockwood : Scott
- Dorothy Davenport : Mabel
- Henry Otto : John Arnold